# 卡爾·薩爾瓦多 (奧地利-托斯卡納)
奧地利-托斯卡納的卡爾·薩爾瓦多（義大利語：Karl Salvator von Österreich-Toskana，1839年4月30日—1892年1月18日），托斯卡納大公利奧波多二世的次子。

## 家庭
1861年，卡爾·薩爾瓦多與表妹瑪麗亞·伊瑪科拉塔結婚，兩人共有5子5女：
1. 瑪麗亞·特蕾莎（英语：Archduchess Maria Theresa of Austria (1862–1933)）（1862年—1933年）
2. 利奧波德·薩爾瓦多（1863年—1931年）
3. 法蘭茲·薩爾瓦多（1866年—1939年）
4. 卡羅琳·瑪麗亞（英语：Archduchess Karoline Marie of Austria）（1869年—1945年）
5. 阿爾布雷希特·薩爾瓦多（1871年—1896年）
6. 瑪麗亞·安東妮（1874年—1891年），早逝
7. 瑪麗亞·伊瑪科拉塔（1878年—1968年）
8. 萊納·薩爾瓦多（1880年—1889年），夭折
9. 亨麗埃特（1884年—1886年），夭折
10. 斐迪南·薩爾瓦多（1888年—1891年），夭折